# シェーン・ワトソン
シェーン・ロバート・ワトソン（英: Shane Robert Watson、1981年6月17日 - ）は、オーストラリア・クイーンズランド州出身のプロクリケット選手。オーストラリア代表。ポジションはオールラウンダー。